# Annual Review of Pharmacology and Toxicology
Annual Review of Pharmacology and Toxicology (abrégé en Annu. Rev. Pharmacol. Toxicol.) est une revue scientifique à comité de lecture qui publie des articles de revue spécialisés dans tous les aspects de la recherche concernant la pharmacologie et la toxicologie.
D'après le Journal Citation Reports, le facteur d'impact de ce journal était de 18,365 en 2014.